# スキーズブラズニル

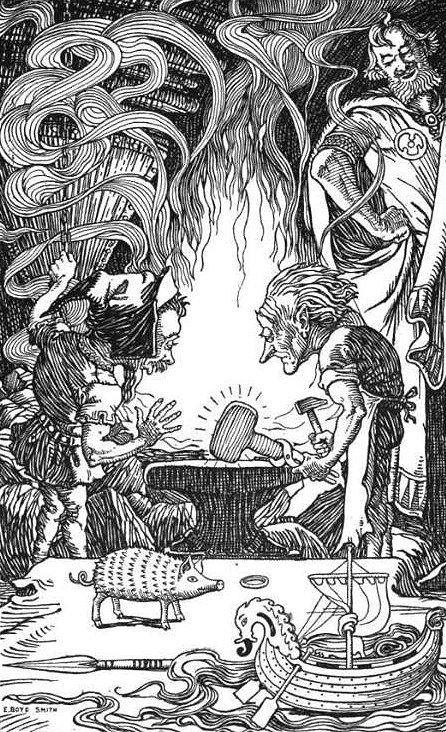
シンドリとブロックの兄弟が宝物を制作している場面。宝物の中にスキーズブラズニルらしき帆船が見える。

スキーズブラズニル（古ノルド語: Skíðblaðnir、スキズブラズニル、スキーズプラズニル、スキッドブラドニール、スキドブラドニルとも。）は、北欧神話に登場する魔法の帆船である。

## 『エッダ』
『古エッダ』の『グリームニルの言葉』第43節では、イーヴァルディの子らがフレイのために作ったと語られている。続く第44節では、船のうちで最もすばらしいのがこのスキーズブラズニルだと説明される。
『スノッリのエッダ』第二部『詩語法』では制作の経緯が詳しく語られている。
全ての神族を乗せうるほど巨大な帆船であるが、折りたたむと袋に入るほどの大きさになる。また、帆を張った時には、どこからともなく風が吹き船を進めることができる。

## 『ヘイムスクリングラ』
『ヘイムスクリングラ』の『ユングリング家のサガ』においては、スキーズブラズニルはオーディンの所有物となっている。『エッダ』と同様に布のように折りたたむことができる船だとされている。